# Clemente Biondetti
Clemente Biondetti (n. 18 octombrie 1898, Provincia Sassari, Sardinia, Italia – d. 24 februarie 1955, Florența, Italia) a fost un pilot de Formula 1. De-a lungul carierei a luat startul în 1 cursă, niciuna din pole-position. Nu a câștigat nicio cursă și nu a terminat niciodată pe podium, acumulând 0 puncte în întreaga activitate ca pilot de Formula 1.